# Turibio di Astorga
Turibio di Astorga (Torino, 402 circa – Astorga, 476) è stato un vescovo e santo spagnolo.

## Agiografia
Nato a Torino da nobile famiglia, Turibio intraprese un viaggio in Terrasanta, ma al ritorno la nave su cui era imbarcato fu costretta ad approdare in Spagna. Qui Turibio si fermò, iniziò una vita eremitica finché venne eletto vescovo di Astorga. Papa Leone Magno gli chiese di intraprendere la lotta contro le eresie propalate da Priscilliano, dagli ariani, dai manichei e dai pelagiani, che stavano invadendo a quel tempo la Spagna.
A tal scopo convocò due concili, uno a Toledo e l'altro a Lugo. 
La sua attività ebbe successo, grazie anche ai numerosi miracoli da lui compiuti, a lui si deve la conversione degli Suebi e la riforma della Chiesa locale.
Dopo l'occupazione di Astorga da parte del re visigoto Teodorico II, nel 456 Turibio fu fatto prigioniero e trascinato nella Gallia. Dopo la sua liberazione egli si dedicò alla ricostruzione di Astorga.
La sua salma fu traslata, nell'VIII secolo, nel monastero di Santo Toribio de Liébana.

## Reliquie
Dal viaggio in Terra Santa, Turibio avrebbe portato con sé una parte della croce con la quale fu crocifisso Cristo, che è conservata e venerata nel monastero di Santo Toribio de Liébana, fondato da un suo omonimo. Inoltre avrebbe anche portato con sé una statua della Madonna, che più avanti venne nascosta all'invasione dei Mori e fu data poi per scomparsa fino al 1200, quando un templare, che stava collaborando alla costruzione della rocca di Ponferrada, la ritrovò sotto un leccio. Da allora la statua è conservata in questa città.

## Controversie e incertezze
Le informazioni sulla vita di Turibio sono piuttosto incerte. Storici spagnoli moderni contestano che egli sia nato a Torino. Una delle ipotesi sul suo luogo di nascita è che egli sia nativo di Betanzos, in Galizia. 
Nel Medioevo la sua figura fu spesso confusa con quella del suo omonimo (forse parente), Turibio di Liébana, detto anche "Turibio il monaco", fondatore del monastero di Santo Toribio de Liébana, che divenne nel VI secolo vescovo di Palencia. 

## Culto
Molte chiese – soprattutto nel Nord della Spagna e nell'ex regno coloniale di Spagna – sono dedicate a san Turibio. La sua memoria liturgica cade il 16 aprile.